# Gracilinanus agilis
La marmosa grácil ágil (Gracilinanus agilis) es una especie de marsupial didelfimorfo de la familia Didelphidae que habita en el este del Perú, mitad septentrional de Bolivia y franja oriental, Paraguay, este y sur de Brasil, norte de Argentina y Uruguay. 
En Uruguay ha sido registrada en todo el país pero sus encuentros son esporádicos.
Se lo encuentra en zonas de bañado, pajonales, y montes tanto autóctonos como introducidos como de pinos. También se lo puede encontrar en médanos costeros con vegetación abundante de paja brava y pastizales arbolados.
En Argentina se encuentra en el monte blanco del Paraná, donde es característico de las selvas marginales.
Es sinónimo de Cryptonanus chacoensis.